# Petya Koleva Ivanova
Petya Koleva Ivanova (búlgar: Петя Колева Иванова, Dòbritx, 26 de juny de 1984), més coneguda pel seu nom artístic, Preslava (Преслава), és una cantant de pop-folk búlgara. Va començar els seus estudis de música a la seva ciutat natal, Dòbritx, on es va especialitzar en música folk. Des del 2006, Preslava s'ha convertit en una de les cantants de folk més exitoses del seu país.

## Discografia
- Preslava (2004)
- Dyavolsko Zhelanie (Дяволско желание) (2005)
- Intriga (Интрига) (2006)
- Ne Sam Angel (Не съм ангел) (2007)
- Pazi Se Ot Priyatelki (Пази се от приятелки) (2009)
- Kak Ti Stoi (Как ти стои) (2011)

## Gires
- Planeta Prima 2005 (2005)
- Planeta Prima 2006 (2006)
- Planeta Derby 2007 (2007)
- Planeta Derby Plus 2008 (2008)
- Planeta Derby 2009 (2009)
- Planeta Derby 2010 (2010)
- Preslava USA Tour (2012)
- Planeta Summer 2014 (2014)